# El precio es correcto
El precio es correcto fue un concurso de televisión colombiano producido y transmitido por Caracol Televisión. Es la versión colombiana del concurso estadounidense The Price is Right, originalmente creado por Bob Stewart, para la productora Goodson-Todman Productions, en el año 1956. Su presentador fue Iván Lalinde.
En el programa, los concursantes competían para ganar dinero y premios, pujando el precio de las mercancías; en este, se suceden 4 juegos, cuyos concursantes son seleccionados al azar, al final, el gran vencedor, tendrá la oportunidad de ganar un "premio mayor", si llega a responder acertadamente, lo propuesto por su presentador.

## Juegos del programa
- El Mercado (It's In the Bag en los EE. UU.): Entre seis artículos, se deben escoger los cuatro que estén por encima o por debajo de cierta barrera, en el que cada acierto aumenta las ganancias. La originalidad colombiana consiste en el "triqui traque": si un concursante falla en su intento, el presentador le propone cambiar el dinero conseguido por un premio sorpresa mejor o peor.
- Cójale el paso: Juego similar al Race Game americano, en el que hay cinco artículos en el escenario y el concursante dispone de cinco pancartas con cinco precios distintos y debe darle el precio correcto a cada artículo. El concursante tiene un minuto para correr de artículo en artículo y ponerle su precio. El toque criollo consiste en que el concursante debe desplazarse por el escenario bailando.
- Pague la diferencia (Lucky Seven en los EE. UU.).
- El montañista (Cliff Hangers).
- Contrarreloj (Clock Game).
- Hoyo en uno (Hole-In-One).
- Los dados (Let 'em Roll).
- Blanco o negro (Double Price).
- Plinko (similar en los Estados Unidos).
- El túnel del tiempo (Before/After).
- El ajuste (Pass the Buck en los EE. UU.)
- El gangazo (1/2 Off! en los EE. UU.)
- El monedero (Punch a Bunch en los EE. UU.)
- Ponchado (3 Strikes en los EE. UU.)
- La caja registradora (Check Out en los EE. UU.)
- Pare!!! (frezze frame en los EE. UU.)
- Triqui (tic tac toe en los EE. UU.)
- La pareja ideal (pick a pair en los EE. UU.)
- El orden de los factores (switcheroo en los EE. UU.)
- La balanza (balance game en los EE. UU.)
- El picaflor (spelling bee en los EE. UU.)
- Esta carísimo (thats too much en los EE. UU.)
- Espejito espejito (one away)
- San bonifacio (grand game)
- El termómetro (range game)
- El tarjetazo (shopping spree)
- La bolita (shell game)
- El empujón (push over).
- La isla del tesoro (treasure island)
- El chiripazo (any number).
- Cambis Cambeo
- Mi Barrio (My Neighborhood)
- La Selección (juego original) Basado en la telenovela del mismo nombre.
- La Rueda (The Wheel): Juego semifinal del programa. Los 4 participantes semifinalistas deben girar una rueda en la que si aciertan 100 puntos tendrán 1 millón de pesos. Una vez llegan a 100 puntos ceden su turno. Si un participante obtiene un puntaje cercano a 100, decide si girar otra vez o ceder su turno.
- El Gran Combo (The Great Combo): Juego Final del programa. En este juego se muestra una gran cantidad de premios en juego, allí, el participante finalista escoge diferentes rangos que van desde los 250 mil pesos hasta los 3 millones de pesos. Una vez escogido el rango, debe decir el precio que según el, cuesta el gran combo de premios completo. Si el precio de ese combo esta en el rango diferencial escogido por el participante (o menos), gana el gran combo, si supera ese rango, pierde automáticamente.

## Programa especial de Aniversario
Al aniversario 3 y 2 de los programas de El precio es correcto y Do Re millones, ambos shows se unieron para hacer la celebración de un especial de 19 capítulos que se hizo llamar Tardes ganadoras, desde el 3 de marzo al 4 de abril de 2013, con juegos nuevos y la unión de los presentadores de cada programa.